# Вырли-Дол (Смолянская область)
Вырли-Дол (болг. Върли дол) — населённый пункт в Болгарии. Находится в Смолянской области, входит в общину Неделино. Население составляет 152 человека.

## Политическая ситуация
Кмет (мэр) общины Неделино — Илия Петров Вылчев (Болгарская социалистическая партия (БСП)) по результатам выборов.